# 치명률
치명률(致命率) 또는 치사율(致死率, 영어: case fatality rate, CFR, case fatality risk, case fatality ratio)은 어떤 병에 대해서 죽는 환자의 비율을 의미한다.

## 예시
- 페스트의 경우, 60% 정도의 치사률을 보였다.
- 에볼라 출혈열의 경우, 90% 정도의 치사률을 보였다.
- 코로나바이러스감염증-19의 경우, 4%정도의 치사률을 보였다.

## 계산 예시
{\displaystyle {\text{CFR in }}{\%}={\frac {\text{Number of deaths from disease}}{\text{Number of confirmed cases of disease}}}\times 100}

## 같이 보기
- 사망률